# Elisabeth Lemke

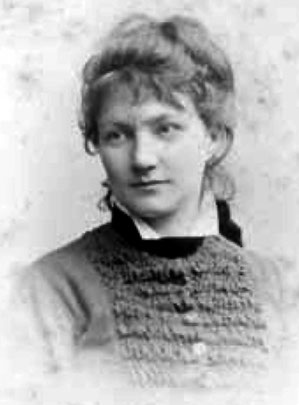
Elisabeth Lemke (1869)

Elisabeth Lemke (* 5. Juni 1849 in Rombitten, Königreich Preußen; † 11. August 1925 in Zoppot, Freie Stadt Danzig) war eine deutsche Volkskundlerin und Prähistorikerin.

## Leben
Elisabeth Lemke war die Tochter des Rittergutsbesitzers und Landschaftsrats Richard Lemke. Sie wurde von Gouvernanten erzogen. Sie interessierte sich früh für die Bräuche und Überlieferungen ihrer ostpreußischen Heimat. Über die Schulbildung hinausreichende Kenntnisse eignete sie sich autodidaktisch an. Im Jahre 1886 siedelte sie nach Berlin über, wo sie mit schließlich über 200 öffentlichen Vorträgen zu volkskundlichen und prähistorische Themen auf sich aufmerksam machte, die später meist in der Zeitschrift des Vereins für Volkskunde abgedruckt wurden.
Lemkes finanzielle Unabhängigkeit erlaubte ihr weite Reisen bis nach Russland, Amerika und Nordafrika. Mitgebrachte Artefakte gelangten in die Museen von Berlin, Danzig, Königsberg und Nürnberg. Ihr Hauptwerk Volkstümliches in Ostpreußen (drei Teile 1884–1899) enthält ihre umfangreiche Materialsammlung zur Ethnographie ihrer Heimat. Im Jahre 1899 verlieh ihr das Märkische Provinzialmuseum in Berlin als erster Frau seine Goldene Medaille.
Nach dem Ersten Weltkrieg ließ sich Lemke in Oliva bei Danzig nieder. Sie blieb unverheiratet und starb am 11. August 1925 in einem Altersheim in Zoppot.

## Werke
- Volkstümliches in Ostpreußen. 3 Teile. Mohrungen/Allenstein 1884–99; unveränderter Nachdruck: Olms, Hildesheim/New York 1978, ISBN 3-487-06585-1 (eingeschränkte Vorschau in der Google-Buchsuche).